# ディミトリオス・ディアマンタコス
ディミトリオス・ディアマンタコス（Dimitrios Diamantakos 、1993年3月5日 - ）は、ギリシャ・ピレウス出身のプロサッカー選手。ケーララ・ブラスターズFC所属。ポジションは、フォワード。

## 経歴

### オリンピアコス
009年に地元ピレウスのオリンピアコスFCの下部組織に入団。
2012年にトップチームに昇格すると、すぐにパニオニオスFCにレンタル移籍。2013年1月、今度はアリス・テッサロニキFCにレンタル移籍。2013年6月、エルゴテリスFCにレンタル移籍。
2014–2015シーズンに復帰すると、8月23日のニキ・ヴォロスFC戦で念願のトップチームデビュー。さらに初ゴールも記録した。しかしながら定位置確保には至らず、17試合の出場に留まった。

### カールスルーエ
2015年8月、カールスルーエSCにレンタル移籍。2016年2月、カールスルーエが100万ユーロの買い取りオプションを行使し、完全移籍に移行。

### ボーフム
カールスルーエSCは2016-17シーズンを最下位の18位で終え、3部への降格が決まった。それに伴い、2017年6月10日に、2020年までの3年契約で2部のVfLボーフムに移籍することが発表された。

### ザンクトパウリ
2018年1月25日、FCザンクトパウリに2年半契約で移籍した。

### ハイドゥク・スプリト
2020年7月6日、HNKハイドゥク・スプリトに移籍した。

### ケーララ・ブラスターズ
2022年8月25日、ケーララ・ブラスターズFCに移籍した。

## 代表歴
U-19ギリシャ代表としてUEFA U-19欧州選手権2012に参加した。
2014年9月のルーマニア戦で初キャップ。

## タイトル
オリンピアコス
- ギリシャ・スーパーリーグ: 2014-15
- キペロ・エラーダス: 2014-15